# Ágios Theódoros (Famagouste)
Pour les articles homonymes, voir Ágios Theódoros.
Ágios Theódoros (grec moderne : Άγιος Θεόδωρος, turc : Çayırova) est un village de Chypre, sur la péninsule de Karpas, sur la route principale entre Tríkomo et Rizokárpaso. Il est sous le contrôle de facto de Chypre du Nord.
En 1983, la République turque de Chypre du Nord a déclaré unilatéralement son indépendance de la République de Chypre. L'État de facto n'est reconnu par aucun État membre des Nations Unies, à l'exception de la Turquie.

## Démographie
Selon le recensement de 1973, la population contiendrait 810 habitants.